# Mathias Pauli
Mathias Pauli (Hasselt, 1580 - Maastricht, 1651), eigenlijk Mathias Pauwels, was een Zuid-Nederlands augustijn en schrijver.

## Levensloop
Pauli trad in bij de augustijnen in Hasselt, waar hij zijn geloften aflegde, tot priester werd gewijd en als koster-orgelist werkzaam was.
In 1600 werd hij prior van het augustijnenklooster in Leuven en in 1612 werd hij er collegeprefect. In 1613 werd hij prior van het klooster in Brugge en hij stichtte er in 1622 een college dat een aanzienlijke reputatie verwierf. In 1625 werd hij opnieuw naar Leuven overgeplaatst en in 1634 naar Maastricht, waar hij nog bijna twintig jaar verbleef.

## Publicaties
- Den boom des Levens (...), 1618.
- Den Crijgsriem oft den Spieghel van de wercken der Christelijke Rechtveerdigheyt (...), 1619.
- Hij gaf in totaal 26 devotieboekjes uit.